# Precis aurorina
Precis aurorina är en fjärilsart som beskrevs av Butler 1893. Precis aurorina ingår i släktet Precis och familjen praktfjärilar. Inga underarter finns listade i Catalogue of Life.